# Tramovke
Tramovke (znanstveno ime Gloeophyllum) so rod gliv iz družine Gloeophyllaceae.

## Seznam tramovk Slovenije[2]
- hojeva tramovka (Gloeophyllum abietinum)
- dišeča tramovka (Gloeophyllum odoratum)
- sivorjava tramovka (Gloeophyllum sepiarium)
- labirintasta tramovka (Gloeophyllum trabeum)